# Albino (album)
Albino is het debuutalbum van Joost, de artiestennaam van Joost Klein. Na M van Marketing met Donnie bracht Joost zijn eerste uitgave van 2019 uit op 18 januari. Dit is zijn langste album. De naam is voortgekomen uit het feit dat Joost blond haar heeft en daarom door zijn vrienden ook wel Albino wordt genoemd.
Er staan drie bekende nummers op, namelijk Ome Robert, Meeuw en Glaassie water. De eerste twee waren in de lente van 2018 uitgebracht als singles. Glaassie water was uitgebracht op 21 december 2018.

## Nummers
Alle muziek en teksten zijn geschreven door Joost Klein, Mick Spek, Tantu Beats, Clibbo, Daan Koens, Brunzyn en Alex van der Spek. 
| 1.                 | Joost Klein           |                       | 1:56 |
| 2.                 | Albino                | Tice                  | 3:32 |
| 3.                 | Ich Bin Krank         |                       | 2:14 |
| 4.                 | Bus Gemist            | Daan Koens, Mick Spek | 2:45 |
| 5.                 | Glaassie Water        |                       | 1:27 |
| 6.                 | Shrek                 |                       | 2:21 |
| 7.                 | Ome Robert            |                       | 2:32 |
| 8.                 | Voorhoede             | Brunzyn               | 2:02 |
| 9.                 | Meeuw                 | Stefano Keizers       | 3:26 |
| 10.                | Agoeie                | Daan Koens            | 2:11 |
| 11.                | Door De Kerk          |                       | 3:09 |
| 12.                | Guus Meeuwis          | Mick Spek             | 2:54 |
| 13.                | Demonen In Me Lichaam |                       | 3:07 |
| Totale duur: 33:50 |                       |                       |      |